# Oitava Igreja Presbiteriana de Belo Horizonte
A Oitava Igreja Presbiteriana de Belo Horizonte é uma igreja cristã, reformada, calvinista, ligada à Igreja Presbiteriana do Brasil. Tem como visão ser uma igreja Bíblica, Contemporânea, Acolhedora de Pessoas, Presente na cidade e Parceira na Evangelização do mundo. 
Sua sede está localizada na Rua Nestor Soares de Melo, número 15, no bairro Palmares, em BH. Também conta com outras unidades, chamadas congregações, na região metropolitana, em Betim, Matozinhos, Nova Lima, Castelo, Vespasiano, Santa Luzia, Sabará e Palmital. 
A igreja é composta por um Pastor Titular, Reverendo Jeremias Pereira da Silva (pastor da Oitava desde 1982 e presidente do Conselho desde 1988), eleito em assembleia entre os membros. Também conta com 15 pastores auxiliares (Rev. Bruno Barroso, Rev. Eduardo Borges, Rev. Eloízio Coelho, Rev. Israel Abreu, Rev. Iury Guerhardt, Rev. Luís Fernando Nacif, Rev. Roberto Santos, Rev. Adelchi Rangel, Rev. Tiago Torres, Rev. Leonardo Lobo, Rev. Milton Fernandes, Rev. Edson Gonçalves, Rev. Filipe Lemos, Rev. Gustavo Quirino Garabini, Rev. Wellington Junior, Rev. Fernando Guedes, ). Além disso, possuí 20 presbíteros que com os pastores formam o Conselho da igreja.
Uma das maiores igrejas da denominação, a Oitava tem, atualmente, 8.486 pessoas em seu rol de membros, sendo 4.895 mulheres e 3.591 homens.

## História
Tudo começou em 1963, quando membros da Primeira Igreja Presbiteriana de Belo Horizonte, liderados pelo irmão Wilson Serranegra, deram início a uma congregação no bairro Floresta. Foram seis anos de preparação para, em 1969, a organização da Oitava Igreja Presbiteriana como igreja emancipada.
Em seus anos iniciais, teve como sede um pequeno templo no bairro Colégio Batista, mas pouco tempo depois, ganhou um templo novo, na Rua Itamogi, nº 70, que recebeu a igreja por mais de 20 anos. Em meados de 1990, teve início a construção no bairro Palmares, onde está localizada até hoje. 
Desde sua fundação, passaram pela igreja como pastores titulares:
Pr. Josafá Xavier Siqueira (atas 01 a 22 – maio/69 a dez/70)
Pr. Américo Gomes Coelho (ata 23, de 17/01/71, até ata 47)
Pr. Humberto Lima de Aragão Filho (atas 48 a 59)
Pr. Magner Martins de Souza (ata 60, de 16/02/74, até 109) 
Pr. Wilson de Souza (ata nº 111, de 13/02/77) 

## Congregações
Oitava Betim (Av. Belo Horizonte, 117 – Bairro Espírito Santo)
Oitava Nova Lima (Rodovia MG 030, 8.625 – Loja 15B – Serena Mall – Vale do Sereno)
Oitava Matozinhos ( Rua Primeiro de Janeiro, 205 – Centro)
Oitava Castelo (Av. Pres. Tancredo Neves, 1997 - Castelo)
Oitava Vespasiano (Av. Três, 357 - Nova Pampulha, Vespasiano) 
Oitava Palmital (Rua Nova União, s/n (em frente ao nº 43) – Bairro Palmital ) 
Oitava Sabará (Rua Marieta Machado 132, Centro - Sabará)
Oitava Santa Luzia (Av. Raul Teixeira da Costa Sobrinho, 997 – Bairro Adeodato)

## Atualidade
A Oitava possui dezenas de ministérios que acolhem e cuidam de crianças, adolescentes, jovens, jovens adultos, jovens casados, famílias, homens, mulheres e idosos, com atuação na educação cristã, por meio da Escola Bíblica de Treinamento e CETRO (Centro de Treinamento da Oitava); no cuidado e comunhão dos membros, por meio dos Células; e em grupos de louvor, teatro, artesanato, esporte e assistência social, por meio da AWISO (Associação Beneficente Wilson de Souza). 
A igreja possui um quadro de funcionários contratados pela CLT, que atuam na administração, secretaria, marketing, logística, limpeza e segurança. Além de um extenso grupo de voluntários que atuam nas mais diversas frentes da igreja. 
Em 2019, como parte das celebrações pelo seu Jubileu de Ouro, seu prédio passou por uma grande reforma, tornando o templo mais acessível e confortável para os membros e visitantes que frequentam os cultos, seminários, reuniões e congressos, como o CPL (Congresso de Pastores e Líderes), realizado no local. 
Hoje são realizados cinco cultos dominicais (7h, 9h, 11h, 17h e 19h30), cultos às quartas e quintas (20h) e aos sábados (19h30 - Adolescentes no Salão Social e Jovens no templo e 20h - Jovens Adultos).

### Pastor Titular
O pastor titular da igreja é o Rev. Jeremias Pereira da Silva, conhecido pela participação em congressos nacionais sobre evangelização e música cristão. Além disso  é conferencista ligado ao Instituto Haggai do Brasil.

#### Pastores Auxiliares
Rev. Bruno de Pinho Tavares Barroso
Rev. Eduardo Borges
Rev. Eloizio  Coelho
Rev. Filipe Lemos
Rev. Israel Abreu
Rev. Iury Guerhardt Ferreira
Rev. Luís Fernando Nacif Rocha
Rev. Roberto Teixeira Santos
Rev. Adelchi Rangel
Rev. Thiago Torres
Rev. Leonardo Lobo Sales 
Rev. Edson Gonçalves 

## As visões da Igreja

### Bíblica
Ser uma igreja bíblica significa, antes de tudo, ser uma igreja que conheça e que tenha suas ações pautadas nos princípios e valores da Palavra de Deus. Envolver-se no compromisso de, dia a dia, conhecer mais a revelação e a dinâmica do Eterno e bondoso Deus. Conhecer quais as lições e aplicações destas verdades para nossos dias.
Neste sentido, somos desafiados à prática devocional da leitura diária das Escrituras, à meditação em sua aplicação e à vivência destas verdades.

### Contemporânea
É uma igreja que procura responder às perguntas de sua geração, tendo como fundamento as Sagradas Escrituras. Reconhece a depravação humana e que, por causa disso, as pessoas estão debaixo do juízo de Deus. A única escapatória é a obra redentora de Cristo, que se torna eficaz por meio do Espírito Santo, que é quem faz a pessoa nascer de novo. É também uma igreja que:
- Convoca seus fiéis a viver em santidade para a glória de Deus e bom testemunho diante dos homens, procurando fugir do legalismo e do liberalismo;
- Define igreja como a comunidade dos fiéis e não como o templo (casa, edifício);
- Não negocia as verdades do Evangelho;
- Usa a disciplina bíblica para tirar o pecado da congregação e não para humilhar as pessoas;

- Mudará seus métodos de trabalho (desde que não firam as Escrituras e nem caiam na vala “os fins justificam os meios”) quantas vezes forem necessárias para alcançar a sua geração com o Evangelho Santo de Nosso Senhor Jesus Cristo.

### Acolhedora de pessoas
Há um lugar para você e sua família na Oitava Igreja. Pessoas de diferentes temperamentos, personalidade, idade, escolaridade, nível social, estado civil e etc. formam esta comunidade da Fé, que se reúne em nome e por causa da Obra vicária de Jesus Cristo. A Igreja como Corpo de Cristo tem o compromisso de, apesar desta diversidade, vivenciar a unidade em Cristo.
A Oitava Igreja procura se estruturar de tal modo que cada um possa ter a oportunidade de se integrar e viver juntamente com os irmãos os propósitos de adoração, comunhão, discipulado, serviço e missão. Igreja, no sentido bíblico, só se realiza quando uma pessoa que confessa a Cristo é acolhida e se torna acolhedora, e a comunidade se transforma em uma família que vence a falsidade, anda na verdade e que os irmãos podem dizer: Eu preciso de você, querido irmão!
Vencer o individualismo com renúncia, simpatia, perdão e amor. Este é o nosso desafio e nossa oportunidade!

### Presente na cidade
Primeiramente, nosso foco é em Belo Horizonte, onde Deus nos plantou. Temos um endereço físico, mas nos espalhamos pela cidade com boa influência (sal e luz), por intermédio do testemunho de cada um dos nossos membros, das famílias que a compõe e dos nossos grupos de crescimento.
A Oitava é uma igreja que ora pela cidade e pelos seus governantes, procurando, de alguma forma, ser parceira para minimizar a dor, o sofrimento, as carências e as necessidades do município.
É uma igreja encorajada a servir a cidade e na cidade com seus dons e talentos, de modo voluntário, praticando, diariamente, atos de bondade (como grupo e como membros individualmente). O intuito é tornar a cidade um lugar melhor para se viver, na qual haja bons relacionamentos entre os cidadãos, paz e a manifestação do Reino de Deus.
É ainda uma igreja cidadã (cuida do ambiente, evita desperdício de água e luz, paga seus impostos, trata corretamente o lixo, etc.), que se compadece do pobre, do sofredor, do necessitado e do perdido da nossa cidade, seja qual for a sua classe social.

### Parceira na evangelização do mundo
A Oitava Igreja Presbiteriana reconhece o seu compromisso de, a partir de Belo Horizonte, iluminar o nosso País e as demais nações com o testemunho do evangelho de nosso Senhor Jesus Cristo, agenda estabelecida por Ele mesmo, cabeça da igreja.
Neste sentido, temos a responsabilidade de orar, investir em dons e talentos, tempo e recursos financeiros para que isso aconteça. Entretanto, a Oitava Igreja reconhece que, sozinha, jamais conseguirá atingir os cinco continentes com a pregação do evangelho.
Para cumprir o seu mandato missionário, fará parcerias e acolherá pessoas dentro e fora do Brasil, usando de alguns critérios, dentre os quais se destacam: o reconhecimento de Jesus Cristo como único Salvador e Senhor, a autoridade plena das Escrituras, os valores bíblicos semelhantes e a paixão de evangelizar as nações.
As parcerias envolverão o compromisso de intercessão, treinamento, compartilhar tecnologias, pesquisas, plantação de igrejas, supervisão pastoral e, até mesmo, apoio financeiro, de acordo com a orientação, sabedoria e os recursos que o Espírito Santo nos conceder.